# أش جرونوالد
أش جرونوالد (بالإنجليزية: Ash Grunwald) هو موسيقي أسترالي، ولد في 5 سبتمبر 1976.

## وصلات خارجية
- أش جرونوالد على موقع IMDb (الإنجليزية)
- أش جرونوالد على موقع ميوزك برينز (الإنجليزية)
- أش جرونوالد على موقع أول ميوزيك (الإنجليزية)
- أش جرونوالد على موقع ديسكوغز (الإنجليزية)
- أش جرونوالد على موقع قاعدة بيانات الفيلم (الإنجليزية)